# ウェイン・バロウ

ウェイン・バロウ (Wayne Douglas Barlowe、1958年 1月6日生まれ- )は、アメリカ合衆国のSF作家および画家。300以上の本や雑誌の表紙、Life誌、Time誌、Newsweekなどにイラストを描いた。 『エイリアン・プラネット』などの作品を手掛けた。彼の両親、SyとDorothea Barloweは、どちらも博物学系の画家だった
。

## キャリア
バロウは、シュールな異星人の生態、地獄のような風景、古生物アートのリアルな絵で知られている。
オリジナルのアートブック『SF宇宙生物図鑑』と『Barlowe’s Guide to Fantasy』では有名なSF小説とファンタジー小説の無数の生き物達が独自の解釈で描かれている。
『Barlowe's Inferno』と『Brushfire』は、中世の魔術書ホノリウスの誓いの書に含まれている悪魔学の解釈として描かれた。 これらの作品に触発された最初の小説『God's Demon』が2007年に発売された。

## 映画・TV・ゲーム
- バビロン5 (1998)コンセプトアーティスト
- ギャラクシークエスト (1999)コンセプトアーティスト
- タイタンA.E. (2000)クリーチャーデザイナー
- ブレイド2 (2002)ヘッドクリーチャーデザイナー
- ヘルボーイ (2004)クリーチャーデザイナー
- ハリー・ポッターとアズカバンの囚人 (2004)コンセプトアーティスト
- ハリー・ポッターと炎のゴブレット (2005)コンセプトアーティスト
- エイリアン プラネット (TV, 2005) クリエイター、エグゼクティブプロデューサー
- ヘルボーイ/ゴールデン・アーミー (2008)コンセプトアーティスト
- Prototype (ゲームソフト) (ゲーム, 2009)コンセプトアーティスト
- アバター (2009)イニシャル(初期)クリーチャーデザイン
- ダンテズ・インフェルノ 〜神曲 地獄篇〜 (ゲーム, 2010) コンセプトアーティスト
- ジョン・カーター (2012)コンセプトアーティスト
- ホビット 思いがけない冒険 (2012)コンセプチュアルデザイナー
- ゴースト・エージェント/R.I.P.D. (2013) コンセプトアーティスト
- パシフィック・リム (2013)ヘッドクリエイトデザイナー

## 書籍
- The Pop-Up Book of Star Wars (Random House, 1978)
- Barlowe's Guide to Extraterrestrials (Workman Publishing, 1979)SF小説に登場する生命体のイラスト集。1994年、心交社から『SF宇宙生物図鑑』として邦訳版が出版された。
- Expedition: Being an Account in Words and Artwork of the 2358 A.D. Voyage to Darwin IV (Workman Publishing, 1990)
- An Alphabet Of Dinosaurs (Scholastic Press, 1995)
- The Alien Life of Wayne Barlowe (Morpheus International, 1995)
- The Horned Dinosaurs (Princeton University Press, 1996)
- Barlowe’s Guide to Fantasy (Harper Prism, 1996) ファンタジー、怪奇、幻想、神話、伝説、民話などに登場する生命体のイラスト集。邦訳はなし。
- Barlowe's Inferno (Morpheus International, 1998)
- Brushfire: Illuminations from the Inferno (Morpheus International, 2001)
- God’s Demon (Tor Books, 2007)[2]
- The Heart of Hell (Sequel to God's Demon, Tor Books, 2019)